# Љубина (Двор)
Љубина је насељено мјесто у општини Двор, у Банији, Сисачко-мославачка жупанија, Република Хрватска.

## Географија
Састоји се од Горње, Средње и Доње Љубине.

## Историја
Љубина се од распада Југославије до августа 1995. године налазила у Републици Српској Крајини.

### Други свјетски рат
Свештеник Илија Врањешевић, парох љубински, срез Двор на Уни, ухапшен је 1. маја 1941. и одмах везан у ланце заједно са учитељем Богданом Драгишићем и бележником Михаилом Вичићем, обојица из Рујевца. Њега су заједно са 24 парохијана, оптужили као четнике и због тога их мучили на најсвирепији начин. Сваке ноћи између 11 часова и 1 по поноћи долазио им је у затвор поручник Пудић са више наоружаних усташа. Страшно су га тукли, а нарочито свештеника Врањешевића "пендрецима, ногама у трбух, кундацима, шамарима, а Пудић му је уз то чупао косу, бркове и браду, те потрбушке вукао по патосу, а све то уз најпогрдније псовке". После ове туче Пудић је пуштао пијане усташе да их немилосрдно туку од чега су "остајали не само патос (под) него и зидови крвави".

## Становништво
На попису становништва 2011. године, Љубина је имала 100 становника.
| Националност       | 1991. | 1981. | 1971. | 1961. |
| Срби               | 348   | 341   | 485   | 599   |
| Југословени        | 1     | 14    |       |       |
| Хрвати             |       |       | 1     |       |
| остали и непознато | 3     | 1     | 1     |       |
| Укупно             | 352   | 356   | 487   | 599   |

| Демографија | Демографија | Демографија |
| Година      | Становника  | Становника  |
| ----------- | ----------- | ----------- |
| 1961.       | 599         |             |
| 1971.       | 487         |             |
| 1981.       | 356         |             |
| 1991.       | 352         |             |
| 2001.       | 101         |             |
| 2011.       |             | 100         |

## Попис 1991.
На попису становништва 1991. године, насељено место Љубина је имало 352 становника, следећег националног састава:
| Попис 1991.‍  | Попис 1991.‍  | Попис 1991.‍ | Попис 1991.‍ | Попис 1991.‍ |
| ------------ | ------------ | ----------- | ----------- | ----------- |
|              |              |             |             |             |
| Срби         | Срби         |             | 348         | 98,86%      |
| Југословени  | Југословени  |             | 1           | 0,28%       |
| неопредељени | неопредељени |             | 1           | 0,28%       |
| непознато    | непознато    |             | 2           | 0,56%       |
| укупно: 352  |              |             |             |             |